# Aglae Pruteanu
Aglae Pruteanu (născută Aglae Theodoru, la 22 octombrie 1866, Vaslui – d. 28 martie 1941, Iași ) a fost o actriță română, interpretă de mare sensibilitate în roluri din teatrul universal și dramaturgie românească.

## Date biografice
Aglae Pruteanu s-a născut la Vaslui, la 22 octombrie 1866. După ce termină școala primară și câțiva ani de pensionat particular în orașul natal, se mută cu părinții la Iași. Aici a fost primită la Conservator la clasa profesorului și actorului Mihail Galino. Angajată ca actriță în 1886 la Teatrul Național din Iași, Aglae Pruteanu a jucat alături de Aristizza Romanescu, Grigore Manolescu și Agatha Bârsescu.
Din 1886 până în 1930, Aglae Pruteanu a interpretat numeroase roluri din dramaturgia națională și universală: Julieta, Ofelia, Desdemona, Nora, Anna Karenina, Sonia, roluri de protagonistă din Mecbeth, Antoniu și Cleopatra, Richard al III-lea, Fedra, Andromaca, Maria Stuart, Dama cu camelii, Chirița în Iași, Cinel-Cinel, Baba Hârca, Ovidiu, Fântâna Blanduziei, Vlaicu Vodă, Apus de soare, Viforul, Năpasta și multe altele. Continuatoare a școlii lui Matei Millo, Mihail Galino și Grigore Manolescu, Aglae Pruteanu a fost o actriță modernă în cea mai deplină înțelegere a cuvântului.
Aglae Pruteanu a fost căsătorită cu medicul Dimitrie Pruteanu. Este înmormântată în Cimitirul Eternitatea din Iași.
În parcul Teatrului Național din Iași se află un bust cu chipul Aglaei Pruteanu, iar o sală de repetiții a teatrului ieșean a primit numele actriței.

## Opera
- Amintiri din teatru (memorialistică)